# 휴먼 센티피드 2
《휴먼 센터피드 2》(영어: The Human Centipede 2 (Full Sequence))(혹은 인간지네 2)는 2011년 공개된 네덜란드 - 영국의 흑백 공포 영화로, 2009년 《휴먼 센터피드》의 속편이다. 네덜란드인 영화제작자 톰 식스가 각본, 프로듀싱, 감독을 맡았다. 주인공은 정신질환을 가진 영국인 로렌스 하비로, 그는 휴먼 센티피드(전작)을 보고 광적으로 집작하게 된다. 결국 하비는 그 자신만의 '지네' - 를 만들려 결심하고, 지네가 될 12명 중에는 전작의 여배우(마지막으로 살아남는 중간 지네) 아실렌 예니도 있었다. 
이 영화는 전세계적으로 검열당했고, 단편적인 내용만 삭제하거나 아예 상영금지당하기도 했다(한국 또한.). 일반적으로 부정적인 평론을 받았는데, 연기, 플롯 그리고 폭력성이 주된 이유였다. 

## 출연

### 주연
- 로렌스 R. 하비
- 애슐린 예니
- 도미닉 보렐리

## 같이 보기
- 금지 영화 목록